# Marlies Schroer
 Marlies Schroer, verh. Mildebrath (* 17. Dezember 1926 in Krefeld, auch Marlies Schrör; † 1. Januar 2023 ebenda) war eine deutsche Eiskunstläuferin.

## Leben
Im Alter von 10 Jahren begann sie mit dem Eislaufen. 1948 gewann sie die Silbermedaille bei den Deutschen Meisterschaften in ihrer Heimatstadt Krefeld. Bei denselben Meisterschaften wurde sie mit ihrem Partner Hans Schwarz auch Zweite im Paarlaufen. In den folgenden Jahren wurden sie noch zweimal Zweite und einmal Dritte. 1951 durfte erstmals nach dem Zweiten Weltkrieg wieder ein deutsches Team an der Weltmeisterschaft teilnehmen. In Mailand wurden sie Sechste.
1952 wechselte sie zum Eistanzen. Nach knapp einjähriger Trainingszeit wurde sie mit ihrem neuen Partner Kurt Müller in Garmisch deutsche Meisterin im Eistanzen. Damit stand sie in drei verschiedenen Disziplinen bei Deutschen Meisterschaften auf dem Treppchen.
Nach dem Ende ihrer Karriere war sie noch als Trainerin tätig und Mitbegründerin des Eissport-Vereins Krefeld 1978 e. V. (EVK).
Sie war Mutter von zwei Söhnen.